# Het Schrijverke (gedicht)
Het Schrijverke is een gedicht van Guido Gezelle uit 1857 in romantische stijl. Het verscheen voor het eerst in zijn dichtbundel Vlaemsche Dichtoefeningen (1858).

## Achtergrond
Het gedicht gaat niet over een auteur, maar over een waterkever: het schrijvertje, of mogelijk het slootschrijvertje. De dichter verbaast zich over het gedrag van dit diertje en ziet er een lofprijzing op God in, aldus zijn liefde voor God en voor de natuur met elkaar verbindend, een veelvoorkomend thema in zijn dichtwerk. Gerrit Komrij noemde het 'een schoolvoorbeeld van retorica, met zijn vraag- en antwoordspel, met zijn herhalingen en crescendo's en climaxen, alles zo doorzichtig van structuur en zo knap gezwaluwstaart dat de totaalcompositie weer gladjes en vloeiend lijkt.'

## Ondertitel
Het gedicht heeft als ondertitel Gyrinus natans, wat iets als "zwemmende ronddraaier" betekent. Dit is een nieuw gevormde combinatie van verschillende wetenschappelijke namen: Xenogyrinus natans en Gyrinus natator. De eerste duidt op een uitgestorven keversoort uit het Lias, de andere is de systematische benaming voor het schrijvertje. Naar alle waarschijnlijkheid schreef Gezelle echter niet over het schrijvertje, maar over het slootschrijvertje (Gyrinus substriatus).

## Lied
In 1960 componeerde Antoine Bauwens een lied geïnspireerd door dit gedicht. Will Ferdy nam het op met het gelijknamige nummer als resultaat.